# Ярославское естественно-историческое общество
Общество для исследования Ярославской губернии в естественно-историческом отношении основано одним из первых подобных по инициативе профессора Демидовского лицея А. С. Петровского на основе кружка любителей природы из местной интеллигенции. 31 октября 1864 года утверждён устав. Первое собрание состоялось 21 ноября 1864 года. Председателем был избран А. С. Петровский. Членами основателями стали братья Н. П., А. П., Л. П. и В. П. Сабанеевы, Н. С. Георгиевский, О. Е. Клер, А. К. Фогель и др. Почётными членами были избраны известные учёные Г. Е. Щуровский, А. П. Богданов, П. П. Семёнов (Тян-Шанский), ярославский меценат И. А. Вахрамеев, архиепископ Ярославский и Ростовский Нил.
Несмотря на то, что в губернии отсутствовала какая бы то ни было база для исследований природы, благодаря поддержке и помощи русских и зарубежных учёных была начата активная деятельность. Уже в течение первого года существования в многочисленных экскурсиях и экспедициях были собраны обширные коллекции местной природы, составившие музей общества, впервые открытый 12 января 1865 года. Собранные материалы подвергались научной обработке.
В 1901 году состоялось переименование в Ярославское естественно-историческое общество (ЯЕИО). Согласно новому уставу целями общества были: «способствовать развитию естественных наук вообще; распространять естественноисторические знания в России; содействовать исследованию природы России, преимущественно в северной и средней полосе её».
С годами исследования приобретали более систематический и углублённый характер, иногда распространялись на другие губернии. Ботаникой занимались А. М. Дмитриев, И. В. Серебрянников, Н. И. Шаханин; почвоведением и геологией — Б. Л. Бернштейн, В. А. Городцов; метеорологией — И. Н. Ельчанинов; гидробиологией — Н. В. Воронкий, С. Г. Лепнева; энтомологией — А. И. Яковлев, Н. Р. Кокуев, Н. Н. Ширяев.
Первое время члены общества публиковались в «Трудах членов Общества испытателей природы» (1868, 1875) и в «Трудах Ярославского губернского статистического комитета» (1868, 1869, 1871). С 1880 по 1930 год выходили собственные издания «Трудов» общества. Также в 1911—1912 годах были опубликованы 7 выпусков гербария грибов России на латинском языке; в 1901—1906 годах в Ярославле вышло 30 выпусков журнала «Русское энтомологическое обозрение».
Члены общества занимались просветительской деятельностью: публичные лекции, выставки, практическое обучение учителей и учащихся, экскурсии по музею.
В 1909 году были открыты отделы в городах Ростове и Рыбинске (позднее самостоятельные общества). В первые годы советской власти открыты отделы в Тутаеве, Мологе, Мышкине и Пошехонье.
В 1912—1920 гг.  членом общества являлся полковник русской армии, создатель и директор краеведческого музея в Слониме Иосиф Иосифович Стабровский. 
В начале 1920-х годов состоялось переименование в Ярославское естественно-историческое и краеведческое общество.